# WooCommerce
WooCommerce est une extension open source pour WordPress permettant de créer une boutique en ligne. Il est conçu pour les petites et grandes entreprises en ligne utilisant WordPress. Lancé le 27 septembre 2011, le plugin est rapidement devenu célèbre pour sa simplicité d'installation et de personnalisation. 
WooCommerce  et WooCommerce Multilingual  sont dans le répertoire des extensions de WordPress.

## Histoire
WooCommerce a été développé par Mike Jolley et Jay Koster de WooThemes,,. En août 2014, 381 187 sites (soit 17,77 % des sites de vente en ligne) étaient alimentés par WooCommerce, le plaçant comme une des solutions de commerce en ligne les plus utilisées dans le monde avec plus de quatre millions de téléchargements.
En mai 2015, la société Woothemes, éditrice de Woocommerce, est rachetée par Automattic, la société qui édite et diffuse WordPress. La version 9.9 a été publiée en juin 2025.

## Fonctionnalités
- Catégories de produits
- Les produits et ses variantes
- Inventaire automatique
- Différents processeurs de paiement pour les différents pays
- Différents transporteurs
- Gestion des commandes et de la clientèle
- Les informations légales de la boutique

## Utilisation
WooCommerce a été adopté par plus de 380 000 détaillants en ligne.  Il est utilisé par un certain nombre de sites à fort trafic, parmi lesquels Internet Systems Consortium et Small Press Expo. Pour la deuxième semaine de mars 2015, Trends a indiqué que WooCommerce représente 24 % des sites de commerce électronique en ligne avec un total de téléchargements atteignant 6,7 millions.